# Bolbe maia
Bolbe maia es una especie de mantis de la familia Iridopterygidae.

## Distribución geográfica
Se encuentra en Australia, de donde es una especie endémica.